# Oxydia oricusaria
Oxydia oricusaria är en fjärilsart som beskrevs av Walker 1860. Oxydia oricusaria ingår i släktet Oxydia och familjen mätare. Inga underarter finns listade i Catalogue of Life.